# الکسی پاژیتنوف
الکسی لئونیدویچ پاژیتنوف (روسی: Алексей Леонидович Пажитнов، زاده ۱۶ آوریل ۱۹۵۵) مهندس کامپیوتر اهل روسیه است که از سال ۲۰۰۷ در ایالات متحده آمریکا زندگی می‌کند. شناخته‌شده‌ترین اثر او تتریس است که در آکادمی علوم شوروی طراحی کرد.
او از طرف مجله دنیای بازی به عنوان برترین بازی‌ساز انتخاب شد. امروز پاژیتنوف در واشینگتن، دی.سی. زندگی می‌کند و یکی از ثروتمند‌ترین و سرشناس‌ترین چهره‌های صنعت بازی‌های ویدیویی است.

## فهرست کارها
| نام بازی                                            | تاریخ انتشار | سیستم(ها)                                              | نقش پاژیتنوف                                        |
| --------------------------------------------------- | ------------ | ------------------------------------------------------ | --------------------------------------------------- |
| تتریس                                               | ۱۹۸۵         | الکترونیکا ۶۰، آی‌بی‌ام پی‌سی                             | مفهوم اولیه (با Vadim Gerasimov & Dmitry Pavlovsky) |
| ولتریس                                              | ۱۹۸۹         | آمیگا، آتاری، کمودور ۶۴، DOS، مکینتاش و ZX Spectrum    | طراح (با Andrei Sgenov)                             |
| فیسز                                                | ۱۹۹۰         | داس، مکینتاش                                           | مفهوم اولیه (با Vladimir Pokhilko)                  |
| هتریس                                               | ۱۹۹۰         | TurboGrafx-۱۶، Arcade, Game Boy و NES                  | مفهوم اولیه                                         |
| نایت مو                                             | ۱۹۹۰         | فمیکام دیسک سیستم (ژاپن)                               | لیست ایده                                           |
| ال فیش                                              | ۱۹۹۳         | DOS                                                    | مفهوم اولیه (با Vladimir Pokhilko)                  |
| مار وحشی                                            | ۱۹۹۴         | گیم بوی & سوپر ان‌ای‌اس                                  | طراح                                                |
| BreakThru!                                          | ۱۹۹۴         | کامپیوتر & سوپر ان‌ای‌اس                                 | طراح                                                |
| Knight Moves                                        | ۱۹۹۵         | مایکروسافت ویندوز                                      | Idealist                                            |
| Ice & Fire                                          | ۱۹۹۵         | ویندوز، مکینتاش و پلی‌استیشن                            | Original Concept (with Vladimir Pokhilko)           |
| Clockwerx                                           | ۱۹۹۵         | مایکروسافت ویندوز                                      | Original Concept                                    |
| Tetrisphere                                         | ۱۹۹۷         | نینتندو ۶۴                                             | Contributor                                         |
| Microsoft Entertainment Pack: The Puzzle Collection | ۱۹۹۷         | ویندوز & گیم بوی کالر                                  | Designer                                            |
| Microsoft Pandora's Box                             | ۱۹۹۹         | ویندوز                                                 | Designer                                            |
| Microsoft A.I. Puzzler                              | ۲۰۰۱         | ویندوز                                                 | طراح                                                |
| Hexic HD                                            | ۲۰۰۵         | ایکس‌باکس ۳۶۰ (Pre-loaded on every Xbox 360 hard drive) | Original Concept and design                         |
| Dwice                                               | ۲۰۰۶         | ویندوز                                                 | طراح                                                |
| Hexic 2                                             | ۲۰۰۷         | ایکس‌باکس ۳۶۰ (Sold through Xbox Live Arcade)           | طراح                                                |